# Ligne de Paris-Est à Strasbourg-Ville
La ligne de Paris-Est à Strasbourg-Ville, dite « ligne de Paris à Strasbourg », est une ligne de chemin de fer française. Longue de 502 kilomètres, elle relie la gare de Paris-Est à la gare de Strasbourg-Ville et fait partie de l'« étoile de Legrand ». Jusqu'au 9 juin 2007 (veille de l'entrée en service du TGV Est), elle fut parcourue par les meilleurs trains de la Société nationale des chemins de fer français (SNCF) : trains sur pneus, rapides inox, Trans-Europ-Express (TEE), puis trains Corail, Téoz et enfin TGV.
Elle constitue la ligne 070 000 du réseau ferré national sous le nom de « ligne de Noisy-le-Sec à Strasbourg-Ville ». Le court tronçon de Paris-Est à Noisy-le-Sec fait en effet partie de la ligne 001 000 de Paris-Est à Mulhouse-Ville, bien que cette dernière ait été réalisée ultérieurement. Dans l'ancienne nomenclature de la région Est de la SNCF, elle était numérotée « ligne 1 » et désignée en tant que « ligne Paris – Strasbourg (Kehl) ».
Après avoir été améliorée surtout pour des raisons militaires, puisqu'elle se dirige vers l'Allemagne, la desserte de Strasbourg a été l'une des grandes oubliées du TGV, jusqu'à ce qu'en 2002 les travaux de la LGV Est européenne soient lancés.
Depuis la mise en service de la LGV Est en 2007, la ligne a perdu une grande partie de ses trains de voyageurs de « grandes lignes », notamment ceux desservant ses principales gares intermédiaires ; son exploitation est alors principalement réalisée sur des tronçons distincts, par des trains express régionaux (TER). Des TER, utilisant des voitures Corail, empruntant néanmoins la totalité de la ligne existent depuis le 9 décembre 2018 ; à cela s'ajoutent des trains Nightjet (NJ), reliant Paris à Vienne à partir du 13 décembre 2021, mais également Paris à Berlin depuis le 12 décembre 2023. En outre, la ligne est utilisée par des trains de fret.

## Histoire

### Origine
En 1826, l'ingénieur Henri Navier propose une ligne de Paris à Strasbourg par Vitry-le-François et Nancy. C'est à partir de 1833 que le tracé de cette ligne fait l'objet d'un débat politique. Pendant longtemps, elle va être en concurrence avec un tracé se débranchant de la ligne Paris – Lyon à Dijon, pour relier Strasbourg par Mulhouse. Cette proposition, beaucoup moins favorable pour la desserte des places fortes, est rejetée par certains responsables militaires comme le colonel Paixhans ; beaucoup moins chère, elle sera cependant choisie par le gouvernement après la crise économique de 1838 – 1839. Metz proposera également un embranchement de la ligne Paris – Lille, passant par Reims et Verdun avant de rejoindre Sarrebruck ; cette hypothèse sera fermement combattue par le Bas-Rhin, qui craint d'être marginalisé. Les ministres Humann et Soult parviennent finalement à faire adopter le tracé direct par Nancy, principalement par intérêt stratégique.
En 1842, l'étoile de Legrand prévoit une ligne de chemin de fer devant relier Paris à la frontière d'Allemagne, par Nancy et Strasbourg. Une loi du 19 juillet 1845 autorise l'adjudication de la ligne, ainsi que d'un embranchement vers Reims et un autre « sur Metz et la frontière de Prusse vers Saarbruck ».

### Compagnie de Paris à Strasbourg
La construction et la concession de la ligne sont adjugées le 25 novembre 1845 à Messieurs Despens de Cubières, de Pellapra, duc de Galliera et Blacque-Belair. Cette adjudication est approuvée par ordonnance royale le 27 novembre 1845. Le 15 décembre 1845, est créée la Compagnie du chemin de fer de Paris à Strasbourg. Cette compagnie est agréée par ordonnance royale du 17 décembre 1845, qui valide dans le même temps le transfert de la concession à la compagnie.

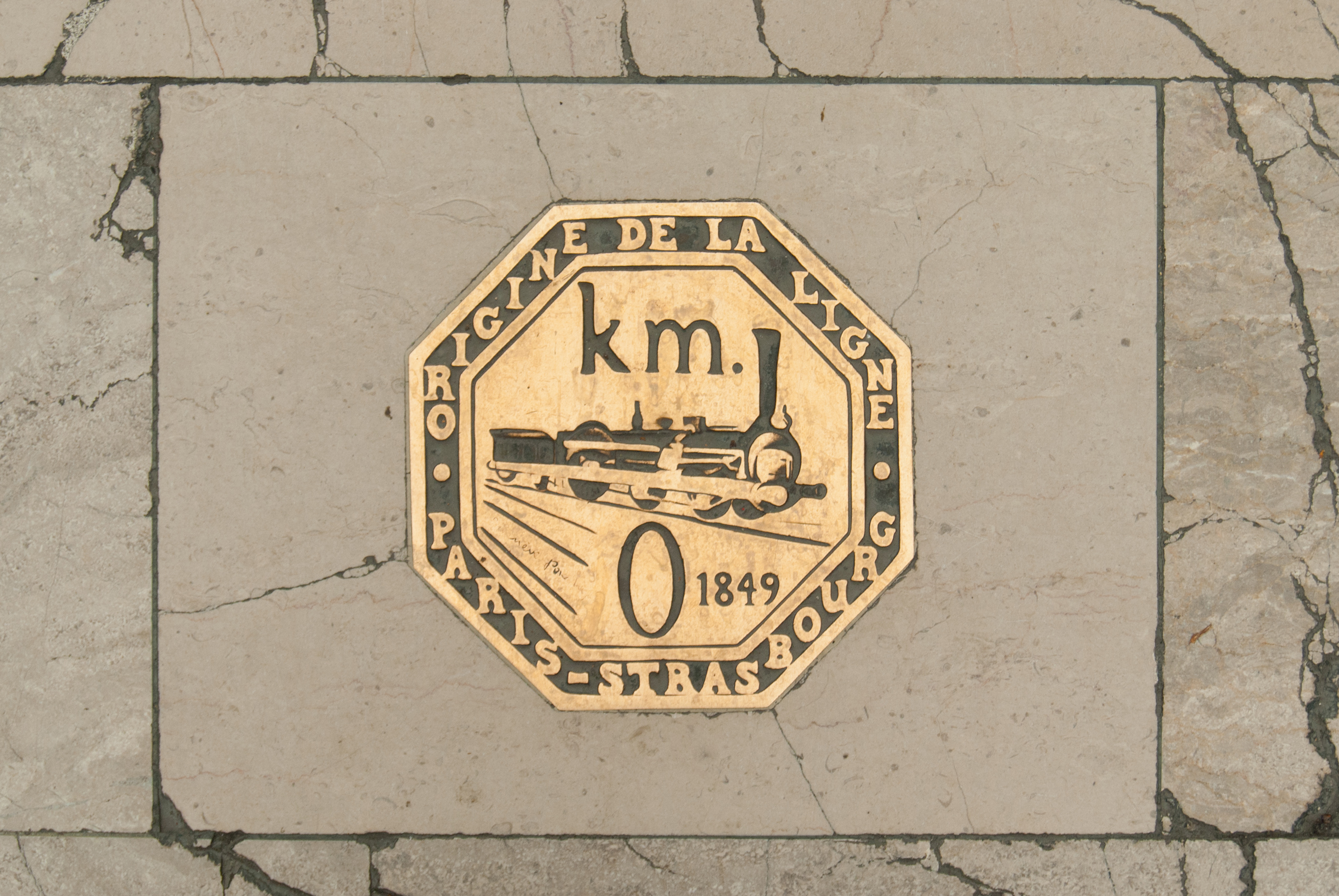
Marque du « kilométrique zéro », implantée au milieu du hall « Alsace » (hall ouest) de la gare de Paris-Est.

Vu l'ampleur de la tâche, les travaux se font par étapes, et les mises en service sont échelonnées de 1849 à 1852.
La chronologie des mises en service est la suivante :
- juillet 1846 : mise en service de la gare de Strasbourg remplaçant la gare provisoire de Koenigshoffen ;
- 5 juillet 1849 : de Paris à Meaux ;
- 26 août 1849 : de Meaux à Épernay ;
- 10 novembre 1849 : d'Épernay à Châlons-sur-Marne ;
- 10 juillet 1850 : de Nancy à Frouard (et embranchement vers Metz) ;
- 5 septembre 1850 : de Châlons-sur-Marne à Vitry-le-François ;
- 27 mai 1851 : de Vitry-le-François à Bar-le-Duc ;
- 29 mai 1851 : de Strasbourg à Sarrebourg ;
- 15 novembre 1851 : de Bar-le-Duc à Commercy ;
- 19 juin 1852 : de Commercy à Frouard ;
- 12 août 1852 : de Nancy à Sarrebourg.

Dès 1853, suivant la volonté de l'empereur Napoléon III qui souhaite regrouper les nombreuses compagnies de chemin de fer existantes, la Compagnie de Paris à Strasbourg fusionne avec d'autres d'importance un peu moindre, comme la Compagnie du chemin de fer de Montereau à Troyes, ou en 1854 la Compagnie du chemin de fer de Strasbourg à Bâle, pour former la Compagnie des chemins de fer de l'Est.

### La guerre de 1870 et ses conséquences pour la ligne
La guerre franco-prussienne, achevée en 1871 sur une lourde défaite française, conduit à la cession de l'Alsace et d'une partie de la Lorraine. La section correspondante de la ligne, ainsi qu'une partie du réseau de la Compagnie de l'Est, passe alors sous contrôle germanique dans le cadre d'une administration spécifique, la Kaiserliche Generaldirektion der Eisenbahnen in Elsass-Lothringen (Direction générale impériale des chemins de fer d'Alsace-Lorraine, abrégé en Elsass-Lothringen, EL), qui impose ses standards techniques, dont la circulation à droite. Une gare frontière allemande est construite à Nouvel-Avricourt, aux frais de la France. Elle est achevée en 1875.
Après la victoire française en 1918, la section entre Nouvel-Avricourt et Strasbourg est gérée par l'Administration des chemins de fer d'Alsace et de Lorraine (abrégé en Alsace-Lorraine, AL) ; la circulation à droite étant maintenue sur le réseau ferroviaire d'Alsace-Lorraine, un saut-de-mouton est construit entre Héming et Sarrebourg.
Dans le cadre d'un ajustement des limites entre les réseaux de la Compagnie des chemins de fer de l'Est et de l'Administration des chemins de fer d'Alsace et de Lorraine, une convention est signée le 1er octobre 1930 entre le ministre des Travaux publics et les compagnies, aux termes de laquelle l'État attribue à l'Administration des chemins de fer d'Alsace et de Lorraine la concession de la section de ligne entre Nouvel-Avricourt (ancienne frontière) et Igney - Avricourt. Cette convention est approuvée par une loi le 8 juillet 1933.

### Ambulant postal

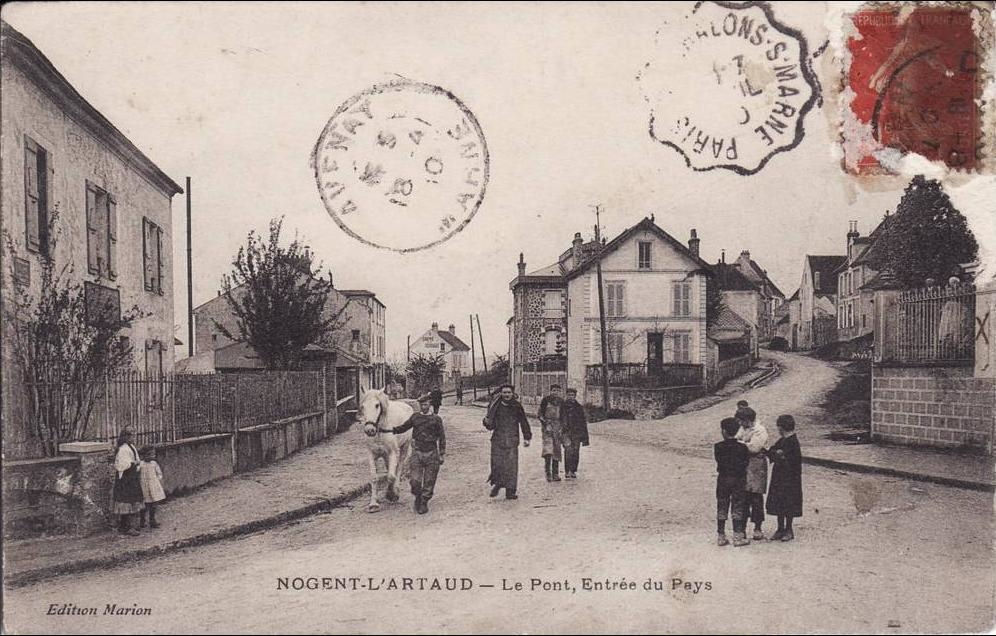
Carte postale comportant un timbre crénelé d'ambulant postal (daté du 18 avril 1910).

Un service d'ambulant postal a fonctionné sur cette ligne avant la Première Guerre mondiale. Les lettres étaient déposées dans les gares et, dans le train, un employé oblitérait le courrier avec un timbre à date rond à créneaux, typique des cachets d'ambulants postaux français du début du XXe siècle.

## Caractéristiques

### Tracé

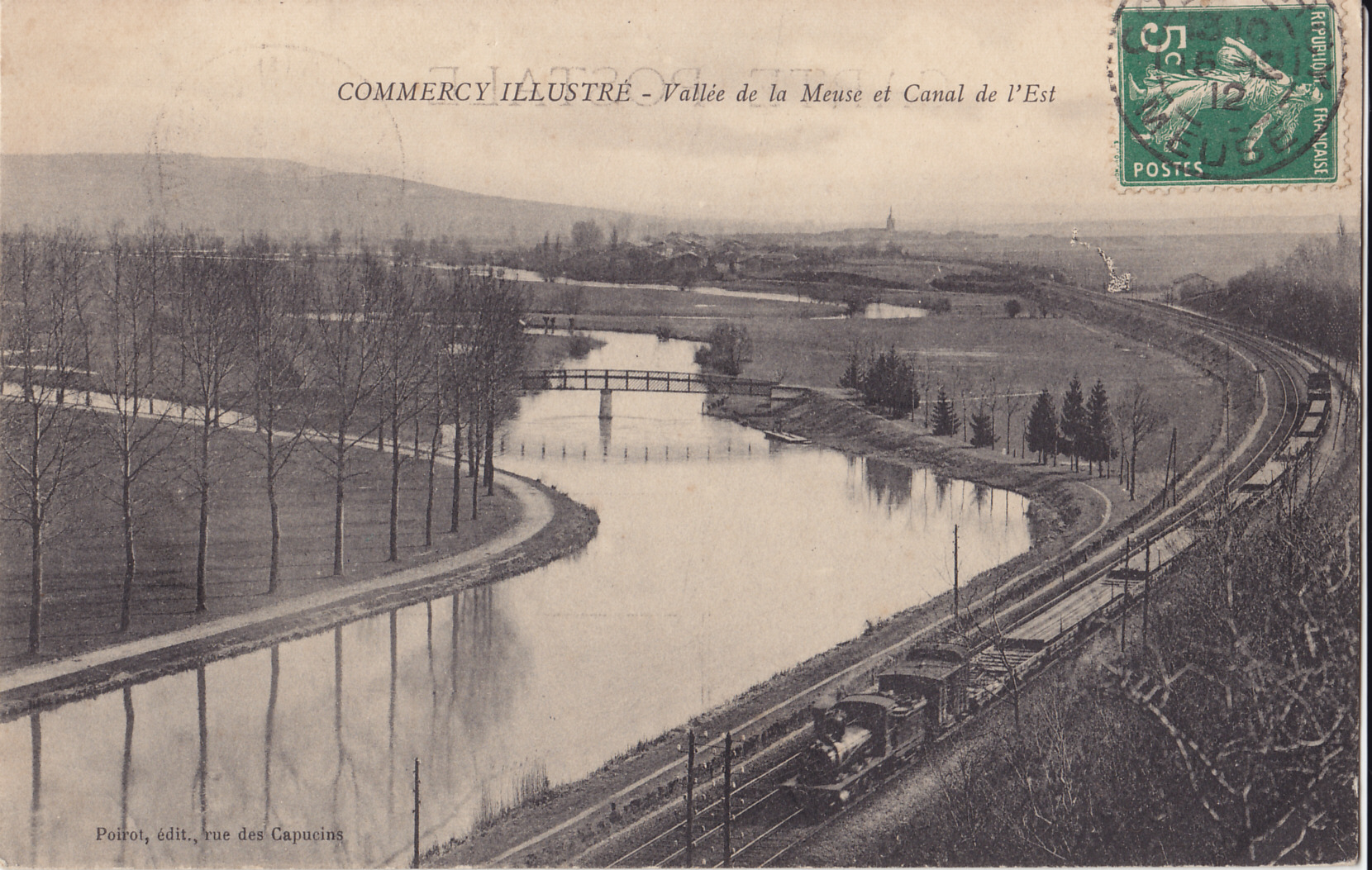
La ligne vers 1912 à Commercy, longeant la Meuse et le canal de l'Est.

Le profil est excellent sur la majeure partie de la ligne, où les déclivités ne dépassent pas 6 mm/m, sauf sur le parcours entre Bar-le-Duc et Lérouville où elles atteignent 8 mm/m.
Le rayon des courbes permet des vitesses de 150 / 160 km/h, sauf lors de la traversée des contreforts vosgiens vers la trouée de Saverne, où la vitesse maximum s'abaisse alors à 120 / 130 km/h.
La ligne débute en gare de Paris-Est. Elle rejoint la Marne à Chelles - Gournay, puis traverse ensuite Vaires - Torcy où s'embranche, sur la gauche, la nouvelle ligne à grande vitesse vers Strasbourg. Elle ne quittera plus la vallée de la Marne (jusqu'à Vitry-le-François), en traversant un paysage typique de large vallée encadrée de versants plantés de vignes. À Épernay, elle laisse sur la gauche la ligne à voie unique d'Épernay à Reims, et aborde une zone plus plate pour desservir Châlons-en-Champagne où aboutit la liaison transversale entre Amiens et Châlons. Continuant en ligne droite à travers une plaine très pauvre, elle traverse Vitry-le-François. Peu après, à Blesme - Haussignémont, où elle laisse sur la droite une ligne transversale vers Chaumont, puis remonte vers Bar-le-Duc. À partir de cette gare, le paysage change sensiblement, pour devenir accidenté à la traversée des côtes de Meuse.
Elle quitte alors le bassin de la Seine, pour entrer dans celui du Rhin, et arrive à Lérouville, importante gare de bifurcation vers Metz et Sarrebruck. La ligne dessert ensuite Commercy puis Toul, origine de la transversale de Toul à Culmont - Chalindrey et Dijon. Un trajet très pittoresque le long de la Moselle mène à Frouard, où se détache sur la gauche la ligne de Frouard à Novéant, vers Metz et Thionville, puis arrive à Nancy, importante métropole régionale.
Après Nancy, la ligne traverse une région industrielle en longeant la vallée de la Meurthe, pour arriver à Blainville, origine d'un embranchement vers Lure. Elle traverse ensuite une région boisée, passe par l'ancienne gare frontière de Nouvel-Avricourt. Un peu après Héming, un saut-de-mouton permet aux trains de passer sur la voie de droite (changement de sens de circulation). La ligne arrive ensuite à Sarrebourg, puis laisse à gauche la transversale vers Metz et Luxembourg. Elle est reliée à la LGV Est en gare de Réding, via la ligne Réding – Drulingen. La ligne entre en Alsace et, par un profil tourmenté au pied du massif vosgien, parvient à Saverne, après une succession de six tunnels au travers de montagnes plantées de sapins. Entre Réding et Strasbourg, elle est en tronc commun avec la ligne (Luxembourg) Zoufftgen – Bâle (ancienne « ligne 3 »). Le relief s'atténue et la ligne traverse la plaine d'Alsace. En gare de Mommenheim, elle est rejointe par la transversale reliant Strasbourg à Sarreguemines. À Vendenheim, elle est rejointe par la ligne venant de Wissembourg sur laquelle se raccorde la LGV Est. Enfin, elle arrive à la gare de Strasbourg-Ville, principale gare de la ville de Strasbourg et centre d'une étoile ferroviaire à cinq branches.

### Numérotation et dénomination
La ligne de Paris-Est à Strasbourg-Ville constituait la ligne 1 dans l'ancienne nomenclature de la région Est SNCF. D'un point de vue administratif, elle est aujourd'hui formée de deux lignes distinctes : un premier tronçon de 9 km, de Paris-Est à Noisy-le-Sec, faisant partie de la ligne de Paris-Est à Mulhouse-Ville (ligne 001 000), bien que cette dernière ait été réalisée ultérieurement, puis un second, long de 493 km, désigné comme la ligne de Noisy-le-Sec à Strasbourg-Ville (ligne 070 000).

### Voies

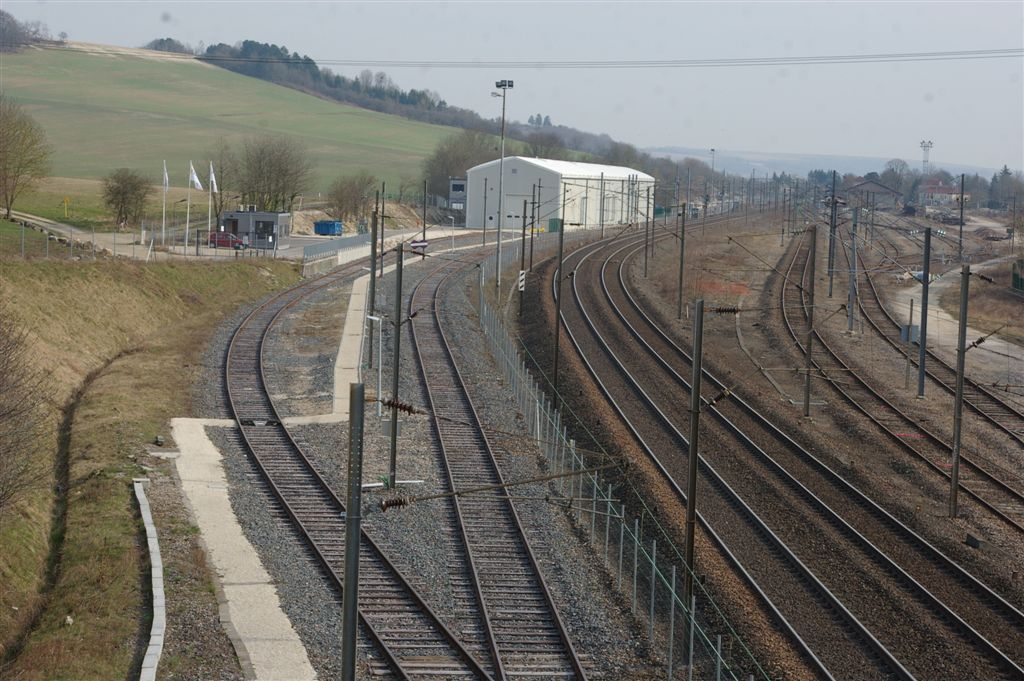
Vue au niveau de la gare de Nançois - Tronville, dans le département de la Meuse.

La ligne (Paris) Noisy-le-Sec – Strasbourg est intégralement à double voie, avec des sections à voies multiples :
- Noisy – Lagny : 4 voies.
- Nançois-Tronville – Lérouville : 3 voies (depuis décembre 2011, la troisième voie est utilisée par Alstom qui y réalise des tests de rames dont les Régiolis : il s'agit du Centre d'essais ferroviaires de Tronville-en-Barrois).
- Vendenheim – Strasbourg : 4 voies ; la quatrième voie a été mise en service le 28 mars 2022[8].

La plate-forme est dimensionnée pour 4 voies[Depuis quand ?] de Vitry-le-François à Lérouville et de Blainville à Sarrebourg.
Les 4 voies entre Blainville et Sarrebourg ont été mises en place en 1933, puis déposées en 1943.

### Ouvrages d'art

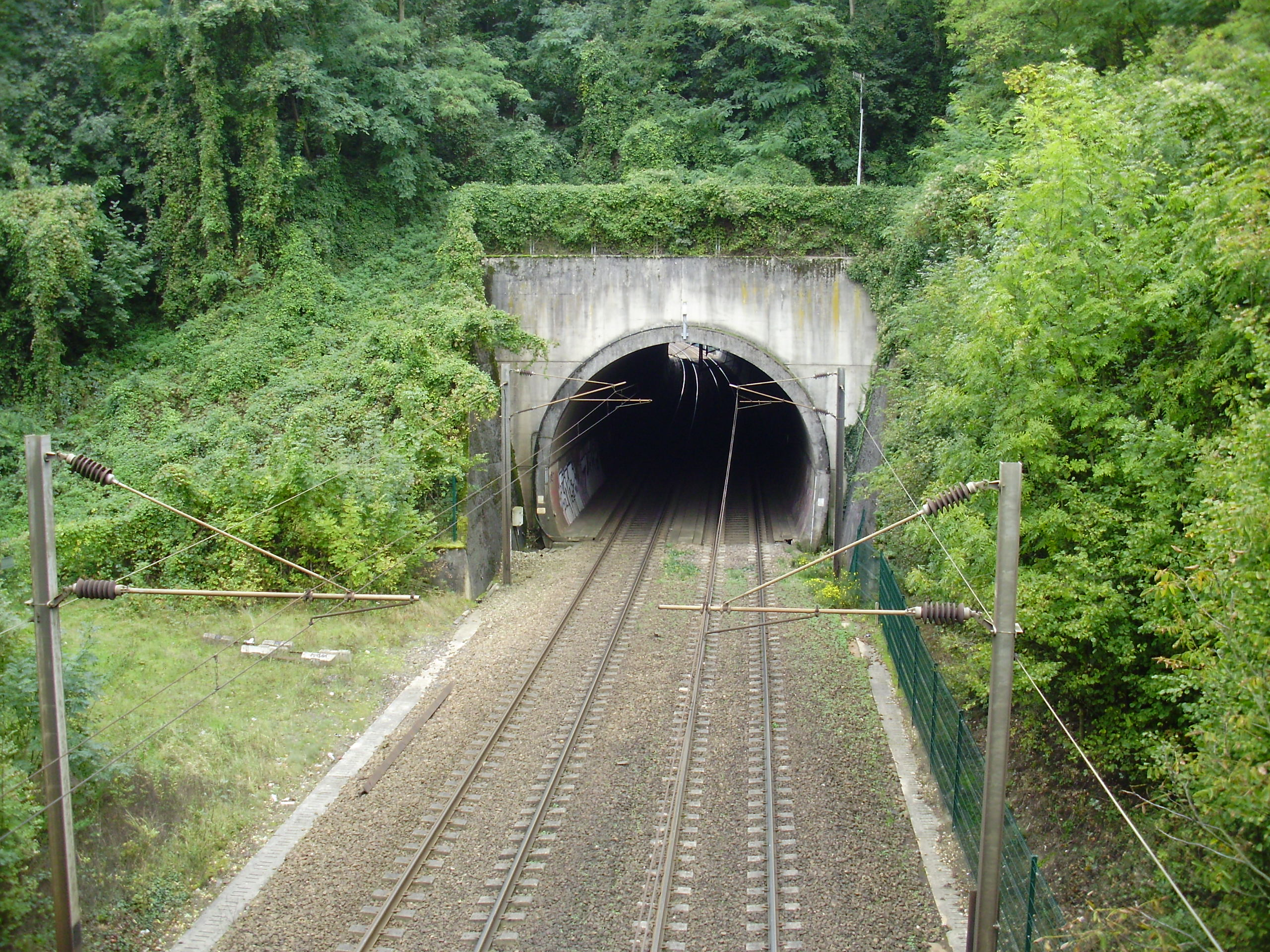
Entrée est du tunnel ferroviaire de Chalifert (nord), vue depuis le pont routier de la route de Lesches (D 89).

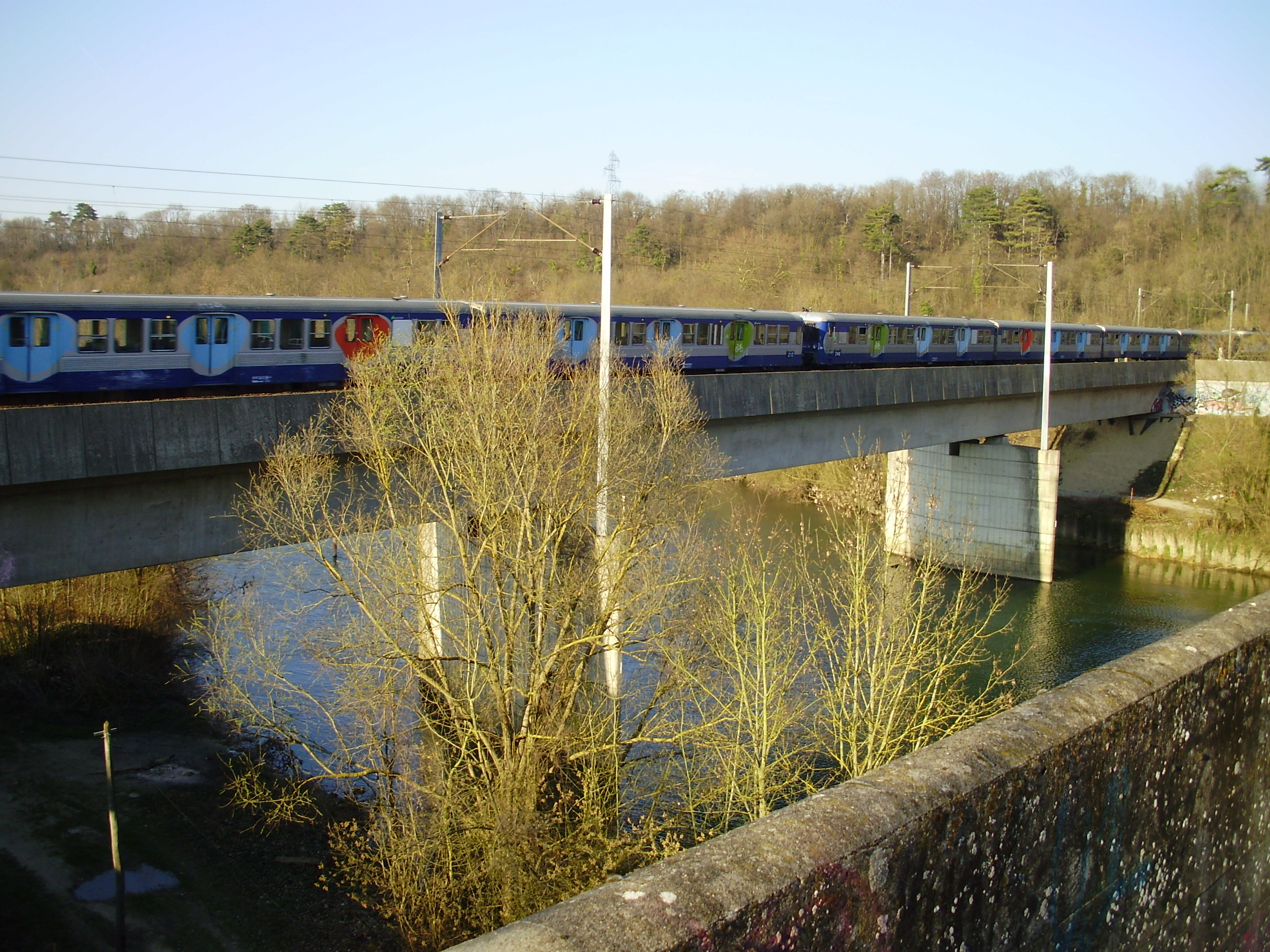
Viaduc de Chalifert avec une rame inox de banlieue, vu depuis l'ancienne plate-forme.

#### Tunnels
Elle comporte 12 tunnels, dont la longueur cumulée est de 8 455 mètres, soit 1,7 % du parcours.
Le tunnel de Chalifert (168 m), situé entre les gares de Lagny et d'Esbly, a été abandonné en raison de son mauvais état. En 1985, une déviation de 2 423 m a été construite au nord de l'ancien tracé, avec un nouveau tunnel légèrement plus long (194 m). L'ancienne plate-forme est conservée dans l'hypothèse d'une future mise à 4 voies du tronçon de Lagny à Meaux, ce qui nécessitera la réfection complète des anciens pont et tunnel, qui n'était pas réalisable sans arrêter complètement les circulations pour une longue durée.
Les tunnels d'Arzviller (2 690 m pour la ligne Paris – Strasbourg) présentent la même configuration que ceux de Chalifert, en l'occurrence deux tunnels voisins et parallèles : un pour la ligne et un autre pour le canal de la Marne au Rhin dans le premier cas ; dans le deuxième cas, le canal est celui de Meaux à Chalifert.
Le tunnel de Hoffmuhl est constitué de deux galeries (328 et 248 m) à voie unique.

#### Ponts
Elle comporte de nombreux ponts sur des cours d'eau, mais pas de viaducs de grandes dimensions. Le viaduc sur la Zorn, à proximité d'Arzviller, a une longueur de 91 m.
Un saut-de-mouton de changement de sens de circulation est situé au km 426,629, sur le territoire des communes de Xouaxange et d'Imling, peu avant Sarrebourg. Il permet de passer de la circulation à gauche à la circulation à droite comme c'est la règle pour l'ensemble du réseau de l'ex-Alsace-Lorraine.

### Électrification

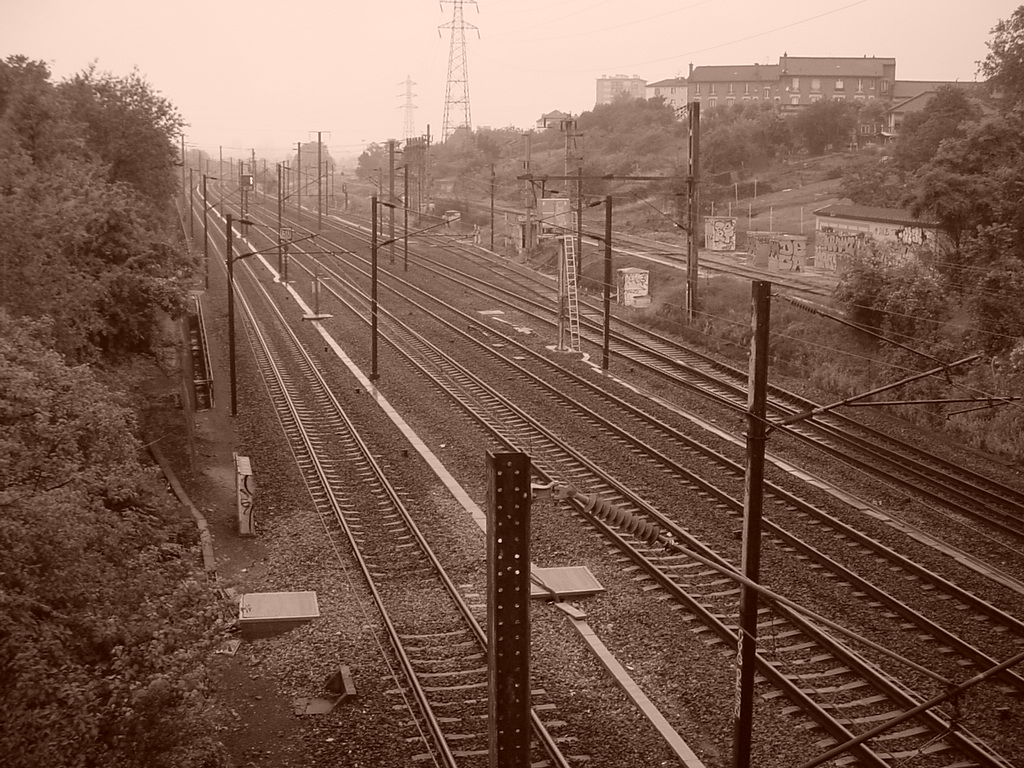
La jonction avec le raccordement de Gagny-Tronc-Commun, qui mène vers la grande ceinture complémentaire (rejointe à Neuilly-sur-Marne), au voisinage de la gare du Chénay-Gagny.

À la suite des opérations d'électrification de la transversale Nord-Est, la ligne de Paris à Strasbourg bénéficie du même système dans les années 1960, avec l'équipement en 25 kV – 50 Hz monophasé.
Les dates de mise sous tension sont les suivantes :
- De Réding à Strasbourg, le 17 décembre 1956 ;
- De Revigny à Lérouville, le 22 avril 1959 ;
- De Varangéville à Réding et raccordement de Réding, le 11 février 1960 ;
- De Toul à Frouard, le 8 septembre 1960 ;
- De Lérouville à Toul et de Frouard à Varangéville, le 15 décembre 1960 ;
- De Chalons-sur-Marne à Revigny, le 4 mai 1961 ;
- De Chézy à Chalons-sur-Marne, le 27 septembre 1961 ;
- Raccordement d'Épernay, le 18 mai 1962 ;
- De Paris-Est à Chézy, le 22 mai 1962 ;
- Raccordements de Lérouville et de Toul, le 5 avril 1965.

L'alimentation électrique est assurée par douze sous-stations :
- Noisy-le-Sec (PK 7,5) ;
- Avron (injection au PK ~15,5) ;
- Villenoy (PK 42,2) ;
- Chézy (PK 91,0) ;
- Mardeuil (PK 137,5) ;
- Cheppes (PK 189,9) ;
- Salmonpré (PK 239,1) ;
- Lérouville (PK 290,4) ;
- Choloy (ligne Chalindrey – Toul) ;
- Grise-Côte (PK 358,0) ;
- Imling (PK 429,8) ;
- Lupstein (PK 465,9).

### Vitesses limites
Les vitesses limites de la ligne en 2012 pour les TGV sur les voies directes, en sens impair (voie 1L1 de Pantin à Lagny - Thorigny), sont indiquées dans le tableau ci-dessous ; toutefois, les trains de certaines catégories, comme les automotrices de banlieue ou les trains de marchandises, sont soumis à des vitesses limites plus faibles.
| De                                             | À                                              | Limite |
| ---------------------------------------------- | ---------------------------------------------- | ------ |
| Paris-Est (km 0)                               | km 0,9                                         | 30     |
| km 0,9                                         | Bondy (km 10,3)                                | 120    |
| Bondy (km 10,3)                                | Gagny (km 14,1)                                | 130    |
| Gagny (km 14,1)                                | Le Chénay-Gagny (km 16,1)                      | 160    |
| Le Chénay-Gagny (km 16,1)                      | Bif. LGV Est (km 22,7)                         | 220    |
| Bif. LGV Est (km 22,7)                         | km 41                                          | 160    |
| km 41                                          | km 60,3                                        | 150    |
| km 60,3                                        | km 85,5                                        | 160    |
| km 85,5                                        | Troissy (km 121,5)                             | 150    |
| Troissy (km 121,5)                             | km 139                                         | 160    |
| km 139                                         | km 143,6                                       | 150    |
| km 143,6                                       | Châlons-en-Champagne (km 172,2)                | 160    |
| Châlons-en-Champagne (km 172,2)                | Mairy-sur-Marne (km 182,9)                     | 150    |
| Mairy-sur-Marne (km 182,9)                     | Revigny (km 238)                               | 160    |
| Revigny (km 238)                               | km 266,5                                       | 150    |
| km 266,5                                       | Ernecourt-Loxéville (km 275,6)                 | 160    |
| Ernecourt-Loxéville (km 275,6)                 | Bif. ligne Lérouville – Pont-Maugis (km 286,4) | 150    |
| Bif. ligne Lérouville – Pont-Maugis (km 286,4) | km 291,5                                       | 140    |
| km 291,5                                       | Sorcy (km 302,2)                               | 160    |
| Sorcy (km 302,2)                               | Frouard (km 344,3)                             | 140    |
| Frouard (km 344,3)                             | Jarville-la-Malgrange (km 355,5)               | 120    |
| Jarville-la-Malgrange (km 355,5)               | Lunéville (km 385,2)                           | 150    |
| Lunéville (km 385,2)                           | Héming (km 423,3)                              | 160    |
| Héming (km 423,3)                              | Réding (km 435,2)                              | 140    |
| Réding (km 435,2)                              | Arzviller (km 442,8)                           | 130    |
| Arzviller (km 442,8)                           | Stambach (km 453,5)                            | 120    |
| Stambach (km 453,5)                            | Zornhoff-Monswiller (km 459,8)                 | 130    |
| Zornhoff-Monswiller (km 459,8)                 | Steinbourg (km 462,5)                          | 140    |
| Steinbourg (km 462,5)                          | km 498,9                                       | 160    |
| km 498,9                                       | km 499,9                                       | 130    |
| km 499,9                                       | km 501,3                                       | 90     |
| km 501,3                                       | Strasbourg-Ville (km 502)                      | 30     |

Les vitesses limites de la ligne en 2012 pour les TGV, les AGC et les trains V 160, en sens impair sur les voies locales (1B1), sont indiquées dans le tableau ci-dessous.
| De               | À                | Limite |
| ---------------- | ---------------- | ------ |
| Pantin (km 5,2)  | Gagny            | 120    |
| Gagny            | Pancarte km 18,1 | 130    |
| Pancarte km 18,1 | Vaires BV        | 160    |
| Vaires BV        | Lagny - Thorigny | 140    |

### Environnement
Afin d'atténuer le bruit des trains, en particulier celui des rames du TGV Est, une première phase des travaux d'installation d'écrans anti-bruits commence mi-2011 à Chelles et Vaires-sur-Marne, en Seine-et-Marne.

## Trafic

### Chronologie
- 22 mai 1962 : électrification complète entraînant la fin de la traction à vapeur sur la ligne ; exploitation des trains de grandes lignes avec des locomotives électriques BB 16000.
- 1971 : mise en service des premières BB 15000, plus puissantes, qui remplacent progressivement — sur les trains de grandes lignes — les BB 16000, lesquelles sont mutées sur d'autres réseaux.
- 23 mai 1971 : création du TEE Kléber, entre Paris et Strasbourg via Nancy.
- 26 septembre 1971 : création du TEE Stanislas, entre Paris et Strasbourg via Nancy.
- 1976 : premières circulations des trains Paris – Strasbourg assurés avec des voitures Corail, qui remplaceront progressivement les anciennes voitures — héritées de la Compagnie de l'Est — sur toutes les liaisons de grandes lignes entre Paris et l'Est de la France.
- 25 septembre 1982 : dernier jour de circulation du TEE Stanislas.
- 1988 : dernières circulations de trains de grandes lignes avec des voitures métalliques Est.
- 27 mai 1989 : dernier jour de circulation du TEE Kléber.
- 28 mai 1989 : les trains de grandes lignes (hors liaisons de nuit et internationales) sont dorénavant assurés uniquement par des voitures Corail.
- 15 novembre 2004 : mise en service commercial des rames Corail Téoz.
- 2006 : mise en place des premiers TGV Paris-Est – Luxembourg (en juin) et Paris-Est – Strasbourg (en août), via la ligne classique.
- 9 juin 2007 : dernier jour de circulation des trains Corail sur la ligne classique Paris – Strasbourg via Nancy, ce qui va également entraîner la fin des trains de « grandes lignes » (hors TGV) sur cette liaison.
- 10 juin 2007 : mise en service de la première section de la LGV Est européenne (entre Vaires-sur-Marne et Baudrecourt), utilisée par les TGV reliant Paris à Strasbourg.
- 12 décembre 2015 : face à la concurrence croissante du transport par autocar et à la baisse de la fréquentation des TGV dues à des prix jugés trop élevés, la SNCF remet en place des trains Corail, sous la marque commerciale Intercités 100 % Éco. Cependant, ces trains circulent uniquement le week-end (un aller-retour le vendredi, le samedi et le dimanche).
- juin 2016 : les Intercités de nuit reliant Luxembourg à Nice et Cerbère (avec arrêts à Nancy et Toul) sont supprimés. Ils empruntaient la ligne entre Frouard et Toul (au nord-ouest de Nancy-Ville, gare où ils devaient rebrousser).
- 3 juillet 2016 : mise en service de la deuxième section de la LGV Est européenne (entre Baudrecourt et Vendenheim), utilisée par les TGV Paris – Strasbourg en prolongement de la 1re section.
- 9 décembre 2018 : des TER, assurés par du matériel Corail, sont créés entre Paris et Strasbourg, en assurant deux aller-retours du lundi au vendredi.
- 19 mai 2019 : dernier jour de circulation de l'Intercités 100 % Éco précité.
- 13 décembre 2021 : une liaison Nightjet est créée entre Paris et Vienne, via Strasbourg[12].
- 12 décembre 2023 : Nightjet lance une liaison entre Paris et Berlin[13].

### Trafic actuel
Entre Toul et Frouard, la ligne est en tronc commun avec le trafic de l'axe Luxembourg – Thionville – Dijon, composé en grande partie de fret en transit. On y trouve également de nombreux trains express régionaux, ainsi que l'Intercités Nancy – Lyon.
Entre Strasbourg et Réding (3 km à l'est de Sarrebourg), la ligne est en tronc commun avec le trafic de l'axe Strasbourg – Metz. En attendant la mise en service de la seconde phase de la LGV Est européenne, entre Baudrecourt et Vendenheim, les TGV en provenance de Strasbourg, de Colmar et du sud de l'Allemagne circulaient au maximum à 160 km/h sur la ligne classique jusqu'à la gare de Réding, puis sur la ligne Réding – Metz ; ils bifurquent désormais sur la LGV au nord de la gare de Vendenheim, tout en empruntant une courte section de la ligne de Vendenheim à Wissembourg pour accéder au raccordement concerné. Les quelques TGV desservant Saverne, Sarrebourg et Nancy empruntent la ligne jusqu'à la gare de Frouard, puis la ligne de Frouard à Novéant afin de rejoindre la LGV.
Jusqu'au 2 avril 2016, le tronçon entre Strasbourg et Réding était emprunté par des trains EuroCity en direction de Metz, de Luxembourg et de Bruxelles. La ligne était également parcourue par le Moscou express, qui reliait Paris à Moscou via Sarrebruck (Strasbourg jusqu'en décembre 2019) ; il ne circule plus depuis 2020. Le seul train de « grandes lignes » à emprunter la ligne de bout en bout, en service commercial régulier, est le Venise-Simplon-Orient-Express (qui ne dessert cependant pas Strasbourg). Les deux relations internationales précitées n'ont toutefois jamais marqué d'arrêt dans les gares intermédiaires, exception faite d'Épernay pour le Paris – Moscou en 2016.
Depuis le 12 décembre 2015, la ligne est à nouveau empruntée de bout en bout par des trains Corail, avec le lancement d'une relation Intercités 100 % Éco, les samedis et dimanches. À partir du 3 juillet 2016, ils circulent également les vendredis, en desservant en plus de Nancy les gares de Lunéville, Sarrebourg et Saverne. Ce service est complété du lundi au vendredi par des trains régionaux à long parcours du réseau TER Grand Est (par prolongement d'une liaison « TER Vallée de la Marne »), depuis le 9 décembre 2018 ; à partir de décembre 2019, ces TER circulent tous les jours. Néanmoins, l'Intercités 100 % Éco est supprimé en mai 2019 (dernier jour de circulation le 19) ; ainsi, seul subsiste le TER précité. Par ailleurs, un train de nuit « Nightjet », reliant Paris à Vienne via Strasbourg, Munich et Salzbourg, est lancé depuis le 13 décembre 2021 ; la liaison Paris – Berlin est ajoutée par Nightjet le 12 décembre 2023.
Enfin, elle est empruntée par des trains de marchandises.